# О воспитаніи чад
«О воспитаніи чад» — збірник, виданий Львівською братською друкарнею 1609. Основну частину його складає церковнослов'янський переклад повчань одного з отців Церкви — Івана Златоустого. Вважається, що упорядником його був учитель Львівської братської школи І.Борецький, що підбирав такі фрагменти, які відповідали його власним поглядам на виховання. Автором передмов «На Златоустого и до чителников» і «О науці» вважається той же упорядник. Тут висловлюються думки, що поширення освіти, виховання молоді у власних традиціях сприятиме етнічному розвиткові українського народу. Зберіглося 2 примірники збірника — у Львівському національному музеї українського мистецтва і Софійській народній бібліотеці (Болгарія).